# Straferlass
Ein Straferlass (im deutschen Strafgesetzbuch: Straferlaß) ist nach § 56g StGB der durch richterlichen Beschluss festgesetzte Erlass einer Freiheitsstrafe nach Strafaussetzung zur Bewährung. Er erstreckt sich bei Haftentlassenen nach beanstandungsfreiem Ablauf der Bewährungszeit auf den nicht verbüßten Rest der ursprünglich verhängten Freiheitsstrafe, nach Strafaussetzung zur Bewährung gleich mit Verurteilung auf die gesamte Freiheitsstrafe.
Eine Tilgung der Strafe im Bundeszentralregister unterscheidet sich von diesem Straferlass, da diese von der Höhe der Strafe und der Anzahl der Verurteilungen nach Ablauf bestimmter Fristen abhängig ist.